# سفين ستولين
سفين ستولين (بالنرويجية: Svein Stølen)‏ (و. 1960  م) هو كيميائي، وبروفيسور، ورئيس الجامعة نرويجي، ولد في فريدريكستاد.